# Sarat Chandra Nayak
Sarat Chandra Nayak (* 1. Juli 1957 in Kerubadi, Orissa, Indien) ist ein römisch-katholischer Geistlicher und Bischof von Berhampur.

## Leben
Sarat Chandra Nayak empfing am 25. April 1990 das Sakrament der Priesterweihe.
Am 27. November 2006 ernannte ihn Papst Benedikt XVI. zum Bischof von Berhampur. Der Apostolische Nuntius in Indien, Erzbischof Pedro López Quintana, spendete ihm am 30. Januar 2007 die Bischofsweihe; Mitkonsekratoren waren der Erzbischof von Bombay, Oswald Gracias, und der Erzbischof von Cuttack-Bhubaneswar, Raphael Cheenath SVD.